# Cordilura dejeanii
Cordilura dejeanii är en tvåvingeart som först beskrevs av Robineau-desvoidy 1830.  Cordilura dejeanii ingår i släktet Cordilura och familjen kolvflugor.
Artens utbredningsområde är Frankrike. Inga underarter finns listade i Catalogue of Life.